# 1985 v dopravě

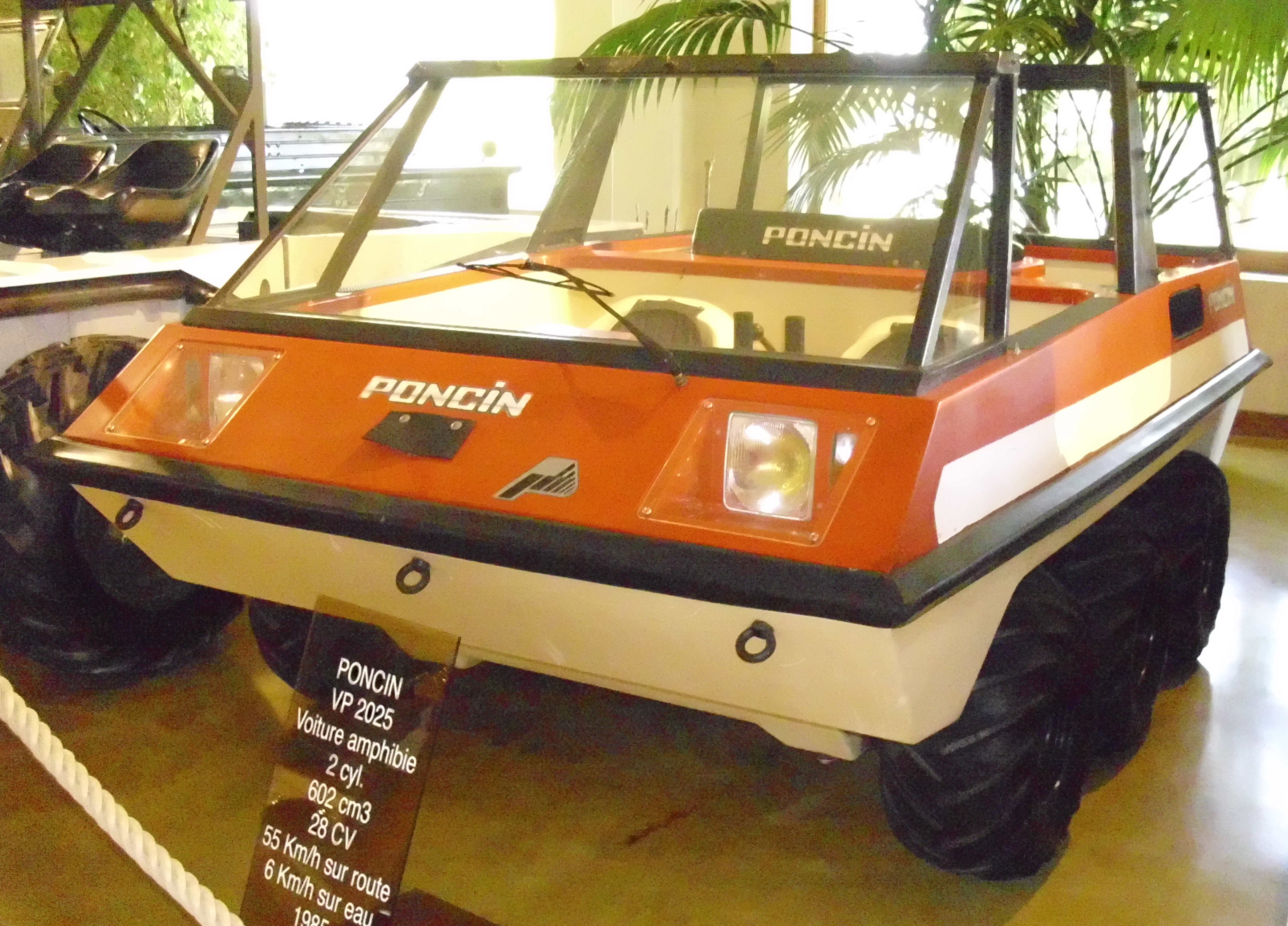
Automobil Poncin VP 2025 z roku 1985

Tento článek obsahuje seznam událostí souvisejících s dopravou, které proběhly roku 1985.

## Události
- 16. března 1985

 Byla zbourána budova nádraží Praha-Těšnov.
- 29. března 1985

 Byl zahájen elektrický provoz na celé trati Přerov – Břeclav, která byla elektrizována napájecími soustavami 3 kV DC (severní část) a 25 kV 50 Hz AC (jižní část) se stykovou stanicí Nedakonice.
- 9. května 1985

 Po opravě byl zahájen zkušební provoz lanovky na Petřín, která byla mimo provoz od roku 1965.
- 2. června 1985

 Elektrizací úseku Praha – Nelahozeves byl umožněn souvislý elektrický provoz z Prahy do Ústí nad Labem. Na úseku Praha – Kralupy nad Vltavou se jako na poslední trati v okolí Prahy rozjely velkokapacitní elektrické jednotky typu „pantograf“.
- 15. června 1985

 Byl obnoven provoz lanovky na Petřín, s cestujícími.
- 28. září 1985

 Do provozu byla dána železniční stanice Praha-Holešovice.
- 4. října 1985

 Nový úsek dálnice D5 Beroun-východ – Králův Dvůr odvedl tranzitní dopravu z centra Berouna. V úseku Beroun – Králův Dvůr byl dokončen zatím pouze v polovičním profilu, celý profil byl vystavěn až v srpnu 1986. Údolí Berounky dálnice překonává mostní estakádou, která „citlivě“ doplňuje panorama centra tohoto okresního města. Celková délka úseku byla 5,1 km.
- 19. října 1985

 Dálnice D11 byla prodloužena o úsek Bříství – Sadská, čímž dosáhla ve směru od Prahy území okresu Nymburk. Celková délka zprovozněného úseku byla 7,1 km.
- 2. listopadu 1985

 Byl zahájen provoz prvního provozního úseku trasy metra B mezi stanicemi Smíchovské nádraží, Moskevská, Karlovo náměstí, Národní třída, Můstek, Náměstí Republiky a Sokolovská. Českoslovenští stavbaři otevřeli v Moskvě na Serpuchovského trase stanici metra Pražská.
- 14. listopadu 1985

 Bylo dáno do provozu nejkratší metro na světě – tzv. Dorfbahn Serfaus v rakouské vesnici Serfaus.
- 17. prosince 1985

 Na trati Praha – České Budějovice byl elektrický provoz zahájen mezi Soběslaví a Táborem. Z Veselí nad Lužnicí do Soběslavi bylo trakční vedení postaveno již roku 1978.